# Discografia di Lil Uzi Vert
La discografia del rapper americano Lil Uzi Vert è composta da cinque album in studio e uno collaborativo, quattro extenden play (EP), cinque mixtape e ventinove singoli (trentacinque contando anche i singoli in cui è l'artista ospite). Nel 2014, Uzi ha pubblicato due progetti autoprodotti dal titolo Purple Thoughts EP Vol. 1 e The Real Uzi . Dopo aver firmato con Atlantic Records, Lil Uzi Vert ha pubblicato il mixtape Luv Is Rage . L'anno seguente, ne pubblica due: Lil Uzi Vert vs. the World e The Perfect LUV Tape.
L'album in studio di debutto di Lil Uzi, Luv Is Rage 2, è stato pubblicato il 25 agosto 2017 e si è posizionato al numero uno della Billboard 200. Comprende il singolo XO Tour Llif3, che raggiunge il settimo posto nella Billboard Hot 100 e viene certificato sette volte Platino dalla RIAA.
Il suo secondo album in studio, Eternal Atake, è stato pubblicato il 6 marzo 2020 e da esso sono stati estratti due singoli: Futsal Shuffle 2020 e That Way. Ad aprile 2019, ha venduto oltre 43 milioni di dischi negli Stati Uniti. Il 13 novembre Lil Uzi ha pubblicato il terzo album in studio Pluto x Baby Pluto in collaborazione con il rapper Future. Il 30 giugno 2023 ha pubblicato il suo quarto album in studio Pink Tape.

## Album

### Album in studio
| Anno | Titolo e dettagli | Classifiche | Classifiche | Classifiche | Classifiche | Classifiche | Classifiche | Classifiche | Classifiche | Classifiche | Classifiche | Classifiche | Certificazioni               |
| Anno | Titolo e dettagli | ITA         | US          | US R&B/HH   | AUS         | CAN         | GER         | OLA         | NOR         | NZ          | SVE         | UK          | Certificazioni               |
| 2017 | Luv Is Rage 2 - Pubblicazione: 25 agosto 2017 - Etichetta: Generation Now, Atlantic - Formato: CD, LP, cassette, download digitale                                   | 27          | 1           | 1           | 22          | 3           | 80          | 13          | 9           | 10          | 15          | 14          | - US: 2× Platino             |
| 2020 | Eternal Atake - Pubblicazione: 6 marzo 2020 - Etichetta: Generation Now, Atlantic - Formato: CD, streaming, download digitale                                        | 8           | 1           | 1           | 1           | 1           | 26          | 2           | 2           | 2           | 5           | 3           | - US: Platino - NZ: Oro      |
| 2020 | Pluto x Baby Pluto (con Future) - Pubblicazione: 13 novembre 2020 - Etichetta: Generation Now, Atlantic, Epic, Freebandz - Formato: LP, streaming, download digitale | 61          | 2           | 1           | —           | 5           | —           | 26          | 20          | 29          | 49          | 39          | - CAN: Oro                   |
| 2023 | Pink Tape - Pubblicazione: 30 giugno 2023 - Etichetta: Generation Now, Atlantic Records - Formato: CD, LP, streaming, download digitale                              | 19          | 1           | 1           | 7           | 2           | —           | 3           | 3           | 1           | 41          | 7           | - US: Platino - CAN: Platino |
| 2024 | Eternal Atake 2 - Pubblicazione: 1º novembre 2024 - Etichetta: Generation Now, Atlantic Records - Formato: CD, LP, streaming, download digitale                      | —           | 3           | 2           | 71          | 11          | —           | 49          | —           | 19          | —           | 47          |                              |

### Album deluxe
| Anno | Titolo e dettagli | Classifiche | Classifiche |
| Anno | Titolo e dettagli | NOR         | SWE         |
| ---- | --- | ----------- | ----------- |
| 2020 | Lil Uzi Vert vs. the World 2 (o Eternal Atake Deluxe) - Pubblicazione: 13 marzo 2020 - Etichetta: Generation Now, Atlantic - Formato: streaming, download digitale | 2           | 36          |

## Mixtape
| Anno                                                                          | Titolo e dettagli | Classifiche | Classifiche | Classifiche | Certificazioni |
| Anno                                                                          | Titolo e dettagli | US          | US R&B/HH   | US Rap      | Certificazioni |
| ----------------------------------------------------------------------------- | --- | ----------- | ----------- | ----------- | -------------- |
| 2014                                                                          | The Real Uzi - Pubblicazione: 5 agosto 2014 - Etichetta: autoprodotto - Formato: download digitale                                               | —           | —           | —           |                |
| 2015                                                                          | Luv Is Rage - Pubblicazione: 30 ottobre 2015 - Etichetta: Generation Now, Atlantic - Formato: streaming, download digitale, vinile               | —           | —           | —           |                |
| 2016                                                                          | Lil Uzi Vert vs. the World - Pubblicazione: 15 aprile 2016 - Etichetta: Generation Now, Atlantic - Formato: streaming, download digitale, vinile | 37          | 18          | 12          | - US: Platino  |
| 2016                                                                          | The Perfect LUV Tape - Pubblicazione: 31 luglio 2016 - Etichetta: Generation Now, Atlantic - Formato: streaming, download digitale, vinile       | 55          | 20          | 12          | - US: Oro      |
| "—" indica una pubblicazione non classificata o non pubblicata in quel Paese. | |             |             |             |                |

## EP
| Anno | Titolo e dettagli |
| ---- | --- |
| 2014 | Purple Thoughtz EP Vol. 1 - Pubblicazione: 19 gennaio 2014 - Etichetta: auto-produzione - Formato: download digitale                  |
| 2016 | 1017 vs. The World (con Gucci Mane) - Pubblicazione: 23 novembre 2016 - Etichetta: Generation Now, GUWOP - Formato: download digitale |
| 2017 | Luv Is Rage 1.5 - Pubblicazione: 26 febbraio 2017 - Etichetta: auto-produzione - Formato: streaming                                   |
| 2022 | Red & White - Pubblicazione: 26 luglio 2022 - Etichetta: Generation Now, Atlantic Records - Formato: CD, streaming                    |

## Singoli

### Come artista principale
| Anno                                                                          | Titolo                                                           | Classifiche | Classifiche | Classifiche | Classifiche | Classifiche | Classifiche | Classifiche | Classifiche | Certificazioni                                                                  | Album di provenienza               |
| Anno                                                                          | Titolo                                                           | ITA         | US          | US R&B/HH   | US Rap      | AUS         | CAN         | NZ          | UK          | Certificazioni                                                                  | Album di provenienza               |
| ----------------------------------------------------------------------------- | ---------------------------------------------------------------- | ----------- | ----------- | ----------- | ----------- | ----------- | ----------- | ----------- | ----------- | ------------------------------------------------------------------------------- | ---------------------------------- |
| 2016                                                                          | Money Longer                                                     | —           | 54          | 15          | 9           | —           | —           | —           | —           | - US: 2× Platino                                                                | Lil Uzi Vert vs. the World         |
| 2016                                                                          | You Was Right                                                    | —           | 40          | 16          | 11          | —           | —           | —           | —           | - US: 2× Platino                                                                | Lil Uzi Vert vs. the World         |
| 2016                                                                          | Seven Million (feat. Future)                                     | —           | —           | —           | —           | —           | —           | —           | —           |                                                                                 | The Perfect LUV Tape               |
| 2016                                                                          | Erase Your Social                                                | —           | 117         | 50          | —           | —           | —           | —           | —           |                                                                                 | The Perfect LUV Tape               |
| 2017                                                                          | Go Off (con Quavo e Travis Scott)                                | —           | 107         | 39          | —           |             | —           | —           | —           | - US: Oro                                                                       | The Fate of the Furious: The Album |
| 2017                                                                          | XO Tour Llif3                                                    | 89          | 7           | 5           | 4           | 37          | 10          | 16          | 25          | - AUS: 3× Platino - ITA: 2× Platino - UK: Platino - US 7× Platino - NZ: Platino | Luv Is Rage 2                      |
| 2017                                                                          | The Way Life Goes (feat. Oh Wonder)                              | —           | 24          | 11          | 11          | 85          | 44          | —           | 87          | - US: 4× Platino                                                                | Luv Is Rage 2                      |
| 2017                                                                          | Sauce It Up                                                      | —           | 49          | 49          | 21          | 15          | —           | 82          | —           | - US: 2× Platino                                                                | Luv Is Rage 2                      |
| 2018                                                                          | New Patek                                                        | —           | 24          | 14          | 12          | —           | 30          | —           | 68          | - US: Platino                                                                   | /                                  |
| 2019                                                                          | Free Uzi                                                         | —           | —           | —           | —           | —           | —           | —           | —           |                                                                                 | /                                  |
| 2019                                                                          | That's a Rack                                                    | —           | 76          | 27          | —           | —           | 77          | —           | —           | - US: Oro                                                                       | /                                  |
| 2019                                                                          | Sanguine Paradise                                                | —           | 28          | 12          | 10          | —           | 36          | —           | —           | - US: Platino                                                                   | /                                  |
| 2019                                                                          | Futsal Shuffle 2020                                              | —           | 5           | 2           | 2           | 62          | 8           | —           | 57          | - US: Platino                                                                   | Eternal Atake                      |
| 2020                                                                          | That Way                                                         | —           | 20          | 11          | 7           | 53          | 27          | 38          | 47          | - US: Oro                                                                       | Eternal Atake                      |
| 2020                                                                          | Sasuke                                                           | —           | 65          | 29          | 24          | —           | 79          | —           | —           |                                                                                 | /                                  |
| 2020                                                                          | Party Girl (Remix) (con StaySolidRocky)                          | —           | —           | —           | —           | —           | —           | —           | —           |                                                                                 | Fallin                             |
| 2020                                                                          | Over Your Head (con Future)                                      | —           | 101         | 41          | —           | —           | 91          | —           | —           |                                                                                 | Pluto x Baby Pluto                 |
| 2020                                                                          | Patek (con Future)                                               | —           | 102         | 43          | —           | —           | —           | —           | —           |                                                                                 | Pluto x Baby Pluto                 |
| 2020                                                                          | Dolly (con Lil Tecca)                                            | —           | 80          | 26          | 25          | —           | 63          | —           | —           |                                                                                 | Virgo World                        |
| 2021                                                                          | His & Hers (con Internet Money and Don Toliver feat. Gunna)      | —           | 67          | 34          | —           | —           | 53          | —           | —           | - US: Oro                                                                       | /                                  |
| 2021                                                                          | Demon High                                                       | —           | 61          | 18          | 13          | —           | 87          | —           | —           |                                                                                 | The Pink Tape                      |
| 2022                                                                          | Heavy (con Nigo)                                                 | —           | —           | —           | —           | —           | —           | —           | —           |                                                                                 | I Know Nigo                        |
| 2022                                                                          | Just Wanna Rock (con Internet Money and Don Toliver feat. Gunna) | —           | 10          | 5           | 3           | 39          | 20          | 36          | 32          | - US: Platino                                                                   | The Pink Tape                      |
| 2023                                                                          | I'm Not Human (con XXXTentacion)                                 | —           | —           | —           | —           | —           | —           | —           | —           |                                                                                 | /                                  |
| 2023                                                                          | Watch This (Arizonatears Pluggnb Remix) (con ArizonaTears)       | —           | 56          | 19          | 9           | —           | 41          | 38          | 69          | - US: Platino                                                                   | /                                  |
| 2023                                                                          | Blood Moon (con Mike Will Made It)                               | —           | —           | —           | —           | —           | —           | —           | —           |                                                                                 | /                                  |
| 2023                                                                          | Endless Fashion (feat. Nicki Minaj)                              | —           | 20          | 9           | 5           | —           | 39          | —           | 75          |                                                                                 | Pink Tape                          |
| 2023                                                                          | NFL                                                              | —           | —           | —           | —           | —           | —           | —           | —           |                                                                                 | /                                  |
| 2023                                                                          | Red Moon                                                         | —           | —           | 39          | —           | —           | —           | —           | —           |                                                                                 | /                                  |
| "—" indica una pubblicazione non classificata o non pubblicata in quel Paese. |                                                                  |             |             |             |             |             |             |             |             |                                                                                 |                                    |